# Antonio Bonzi
Antonio Bonzi es un abogado, escribano, y comunista paraguayo.
Participó desde temprana edad en las luchas sociales y políticas del pueblo, desde las filas del Partido Comunista Paraguayo, lo que le valió persecuciones de toda índole de parte de los regímenes dictatoriales de Higinio Morínigo a Alfredo Stroessner.
Ejerció el periodismo como responsable del órgano del PCP, Adelante, junto a Alfredo Alcorta, entre otros.
También participó en algunos órganos de oposición, como el Semanario El Pueblo, del Partido Revolucionario Febrerista.
Sus principales obras son:
- Proceso Histórico del Partido Comunista Paraguayo (Un itinerario de luces y sombras), Editorial Arandura, Asunción 2001.
- El Derecho Cooperativo en la Legislación Nacional y Comparada, 1999.
- El Grillo, la llave y el hombre (cuentos), 1999.
- Mención de Honor', 1999.